# Euxoa cooki
Euxoa cooki là một loài bướm đêm trong họ Noctuidae.